# Чэнь Чжэньхэ
Чэнь Чжэньхэ (кит. трад. 陈镇和; 15 марта 1906, Батавия, Нидерланды — 28 января 1941, Ланьчжоу, Ганьсу) — китайский футболист, полузащитник. Участник летних Олимпийских игр 1936 года.

## Биография
Чэнь Чжэньхэ родился 15 марта 1906 года в городе Батавия в Нидерландской Ост-Индии (сейчас Джакарта в Индонезии).
В 12-летнем возрасте вместе с отцом перебрался в Китай и поселился в городе Сямынь в доме их предков.
В 1926 году, окончив среднюю школу при университете Цзиньлин поступил в шанханский национальный университет Цзинъань, где обучался деловому администрированию. Тогда же начал играть в футбол за команду университета на позиции полузащитника.
Параллельно играл за шанхайскую команду «Ло Хва» вместе со звездой местного футбола Ли Хуэйтаном, участвовал в турне по Австралии и Юго-Восточной Азии. Впоследствии перебрался в шанхайскую команду «Ю-Ю».
В составе сборной Китая дважды выигрывал золотые медали футбольных турниров Дальневосточных игр — в 1930 году в Токио и в 1934 году в Маниле.
В 1936 году вошёл в состав сборной Китая по футболу на летних Олимпийских играх в Берлине, поделившей 9-16-е места. Участвовал в единственном матче, в котором китайцы в 1/8 финала проиграли сборной Великобритании — 0:2.
В 1932 году на фоне роста напряжённости между Китаем и Японией поступил в школу офицеров ВВС, а затем был переведён в центральную авиационную школу. В 1937 году началась японско-китайская война, которая застала Чэня в Ханчжоу, где он был командиром лётной эскадрильи ВВС. Самолёты, на которых воевали китайцы, были устаревшими и изношенными: в основном это были бипланы с брезентовой обшивкой, открытыми кабинами и слабой огневой мощью. Чэнь защищал южное побережье Китая от японских агрессоров.
Погиб 28 января 1941 года в окрестностях китайского города Ланьчжоу во время первого полёта нового советского истребителя из Синьцзяна в Чэнду. После того как усилился ветер, система управления самолётом вышла из строя, и он рухнул, а Чэнь не сумел выбраться из кабины. Похоронен на кладбище в районе Ланьчжоу Цзяоцзявань.

## Достижения

### Командные
Сборная Китая
- Чемпион Дальневосточных игр (2): 1930, 1934.

## Память
Имя Чэнь Чжэньхэ выбито на мемориальной стене Нанкинского мемориального зала жертв китайских ВВС, отражавших японскую агрессию.